# Temporada 1980-81 de los New Jersey Nets
La temporada 1980-81 fue la quinta de los New Jersey Nets en la NBA, tras la fusión de la liga con la ABA, donde había jugado nueve temporadas, y la cuarta en su nueva ubicación en Nueva Jersey. La temporada regular acabó con 24 victorias y 58 derrotas, ocupando el décimo puesto de la conferencia Este, no logrando clasificarse para los playoffs.

## Elecciones en elDraft
| Ronda | Puesto | Jugador      | Posición  | Nacionalidad   | Universidad    |
| ----- | ------ | ------------ | --------- | -------------- | -------------- |
| 1     | 6      | Mike O'Koren | Alero     | Estados Unidos | North Carolina |
| 1     | 7      | Mike Gminski | Pívot     | Estados Unidos | Duke           |
| 3     | 52     | Lowes Moore  | Base      | Estados Unidos | West Virginia  |
| 4     | 75     | Rory Sparrow | Ala-Pívot | Estados Unidos | Villanova      |

## Temporada regular
| División Atlántico   | División Atlántico | División Atlántico | División Atlántico | División Atlántico | División Atlántico | División Atlántico | División Atlántico | División Atlántico |
| Equipo               | G                  | P                  | %                  | PD                 | Casa               | Fuera              | Div                |                    |
| -------------------- | ------------------ | ------------------ | ------------------ | ------------------ | ------------------ | ------------------ | ------------------ | ------------------ |
| y-Boston Celtics     | 62                 | 20                 | .756               | –                  | 35–6               | 27–14              | 19–5               |                    |
| x-Philadelphia 76ers | 62                 | 20                 | .756               | –                  | 37–4               | 25–16              | 15–9               |                    |
| x-New York Knicks    | 50                 | 32                 | .610               | 12.0               | 28–13              | 22–19              | 14–10              |                    |
| Washington Bullets   | 39                 | 43                 | .476               | 23.0               | 26–15              | 13–28              | 8–16               |                    |
| New Jersey Nets      | 24                 | 58                 | .293               | 38.0               | 16–25              | 8–33               | 8–16               |                    |

## Estadísticas
| Rk | Jugador             | Edad | P  | PT | MP   | TC  | TCI  | %TC  | T3  | T3I | %T3   | TL  | TLI | %TL  | RO  | RD  | RT  | AS  | RB  | TAP | BP  | FP  | PTS  |
| -- | ------------------- | ---- | -- | -- | ---- | --- | ---- | ---- | --- | --- | ----- | --- | --- | ---- | --- | --- | --- | --- | --- | --- | --- | --- | ---- |
| 1  | Mike Newlin         | 32   | 79 |    | 36.8 | 8.0 | 16.1 | .497 | 0.1 | 0.4 | .333  | 5.2 | 5.9 | .888 | 1.0 | 1.8 | 2.8 | 3.8 | 1.1 | 0.1 | 3.1 | 3.0 | 21.4 |
| 2  | Maurice Lucas       | 28   | 68 |    | 31.8 | 5.9 | 12.3 | .484 | 0.0 | 0.0 | .000  | 2.8 | 3.7 | .752 | 2.3 | 6.2 | 8.5 | 2.5 | 0.8 | 0.9 | 2.6 | 3.8 | 14.7 |
| 3  | Mike O'Koren        | 22   | 79 |    | 31.3 | 4.6 | 9.5  | .486 | 0.1 | 0.2 | .278  | 1.7 | 2.7 | .637 | 2.3 | 3.8 | 6.1 | 3.2 | 1.1 | 0.3 | 1.8 | 3.1 | 11.0 |
| 4  | Cliff Robinson      | 20   | 63 |    | 28.9 | 8.3 | 17.0 | .491 | 0.0 | 0.0 | 1.000 | 2.8 | 3.9 | .718 | 1.9 | 5.7 | 7.6 | 1.7 | 0.9 | 0.8 | 2.9 | 3.4 | 19.5 |
| 5  | Foots Walker        | 29   | 41 |    | 28.6 | 1.8 | 4.1  | .426 | 0.0 | 0.2 | .222  | 2.1 | 2.7 | .793 | 0.5 | 2.0 | 2.5 | 6.2 | 1.3 | 0.0 | 2.1 | 2.6 | 5.7  |
| 6  | Mike Gminski        | 21   | 56 |    | 28.2 | 5.2 | 12.3 | .423 | 0.0 | 0.0 | .000  | 2.8 | 3.6 | .767 | 2.4 | 5.0 | 7.5 | 1.3 | 1.0 | 1.8 | 2.3 | 2.3 | 13.2 |
| 7  | Darwin Cook         | 22   | 81 |    | 24.4 | 4.7 | 10.1 | .468 | 0.1 | 0.3 | .240  | 1.6 | 2.2 | .733 | 1.2 | 1.7 | 2.9 | 3.7 | 1.7 | 0.4 | 2.2 | 2.4 | 11.2 |
| 8  | Lowes Moore         | 23   | 71 |    | 19.8 | 3.0 | 6.7  | .444 | 0.1 | 0.4 | .148  | 1.0 | 1.3 | .750 | 0.6 | 1.8 | 2.4 | 3.2 | 0.9 | 0.2 | 1.5 | 2.5 | 7.0  |
| 9  | Jan van Breda Kolff | 29   | 78 |    | 18.3 | 1.3 | 3.1  | .408 | 0.0 | 0.1 | .250  | 1.3 | 1.5 | .838 | 0.6 | 2.0 | 2.6 | 1.7 | 0.5 | 0.6 | 1.4 | 2.7 | 3.8  |
| 10 | Bob Elliott         | 25   | 73 |    | 18.1 | 2.9 | 5.7  | .511 | 0.0 | 0.0 | .500  | 1.7 | 2.8 | .599 | 1.4 | 2.2 | 3.6 | 1.8 | 0.5 | 0.2 | 1.6 | 2.4 | 7.5  |
| 11 | Eddie Jordan        | 26   | 14 |    | 17.1 | 2.1 | 5.2  | .411 | 0.2 | 0.7 | .300  | 1.7 | 2.3 | .750 | 0.4 | 0.9 | 1.3 | 3.3 | 1.7 | 0.1 | 1.6 | 2.1 | 6.2  |
| 12 | Edgar Jones         | 24   | 60 |    | 15.8 | 3.2 | 6.0  | .529 | 0.0 | 0.1 | .000  | 2.4 | 3.6 | .670 | 1.5 | 2.9 | 4.4 | 0.7 | 0.6 | 1.4 | 1.7 | 3.1 | 8.7  |
| 13 | Bob McAdoo          | 29   | 10 |    | 15.3 | 3.8 | 7.5  | .507 | 0.0 | 0.1 | .000  | 1.7 | 2.1 | .810 | 0.8 | 1.8 | 2.6 | 1.0 | 0.9 | 0.6 | 1.4 | 2.2 | 9.3  |
| 14 | Rory Sparrow        | 22   | 15 |    | 14.1 | 1.5 | 4.2  | .349 | 0.0 | 0.0 |       | 0.8 | 1.1 | .750 | 0.5 | 0.7 | 1.2 | 2.1 | 0.9 | 0.2 | 1.2 | 1.0 | 3.7  |